# Esplanade des Ouvriers-de-la-Tour-Eiffel
L'esplanade des Ouvriers-de-la-Tour-Eiffel est une voie située dans le 7e arrondissement de Paris, en France.

## Situation et accès
Cette place piétonne se trouve à l'extrémité Nord-Ouest du Champ-de-Mars, sous et aux abords de la tour Eiffel.
Elle est accessible en transport en commun par la ligne C du RER à la gare du Champ de Mars - Tour Eiffel.

## Origine du nom
Elle rend hommage aux 250 ouvriers qui ont œuvré, pendant 2 ans, 2 mois et 5 jours pour la construction de la tour Eiffel.

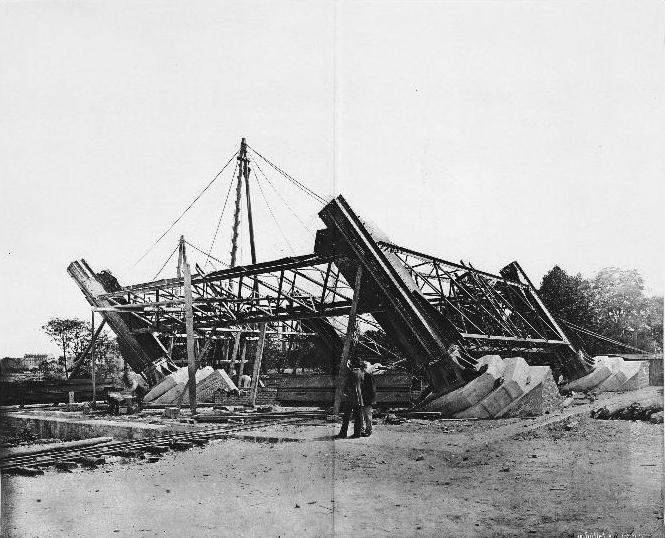
18 juillet 1887 : commencement du montage métallique de la pile no 4.
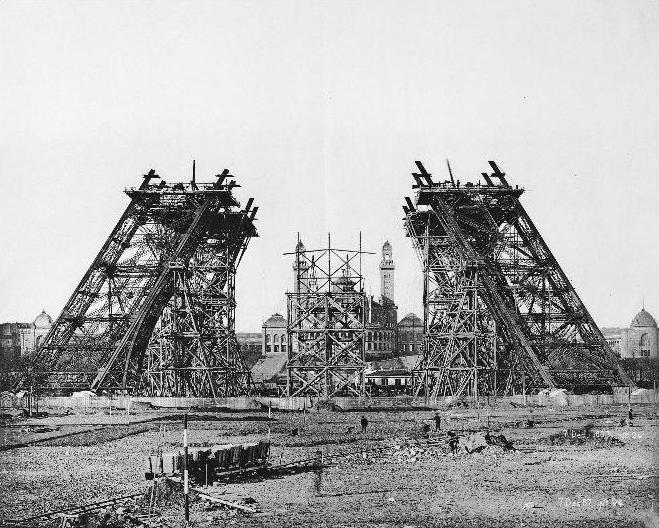
7 décembre 1887 : montage de la partie inférieure sur les pylônes en charpente.
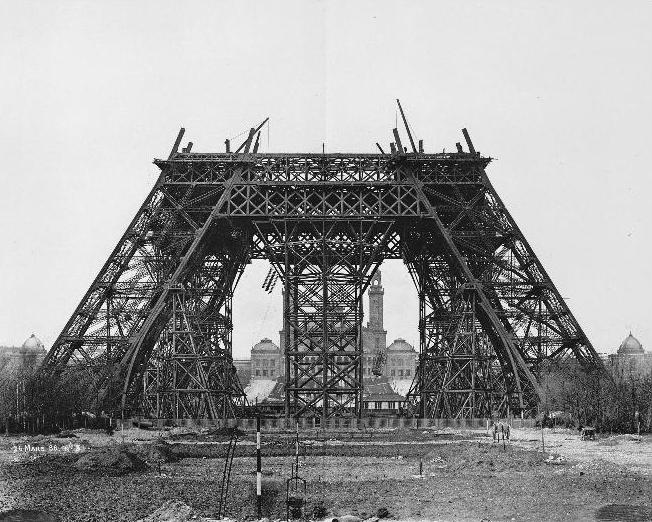
20 mars 1888 : montage des poutres horizontales sur l'échafaudage du milieu.
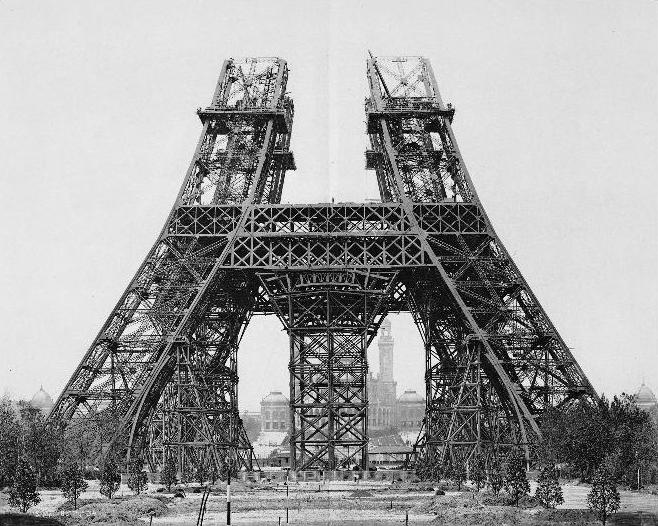
15 mai 1888 : montage des piliers au-dessus du premier étage.
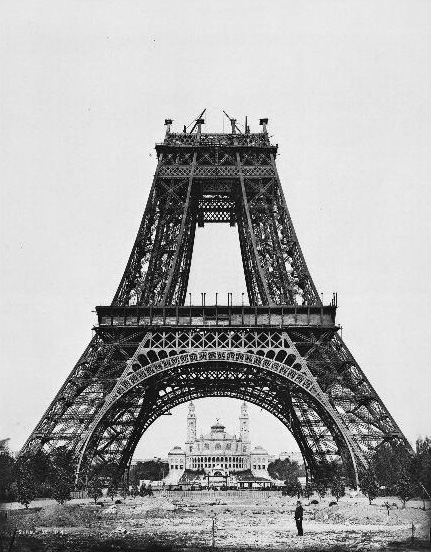
21 août 1888 : montage de la deuxième plate-forme.
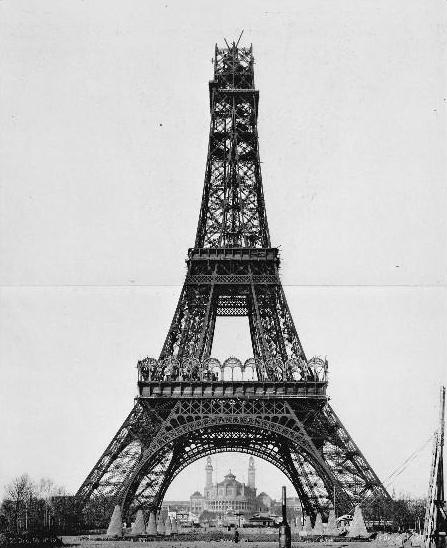
26 décembre 1888 : montage de la partie supérieure.
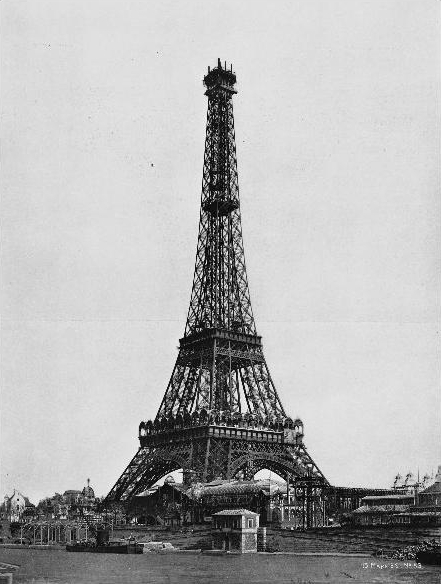
15 mars 1889 : montage du campanile.
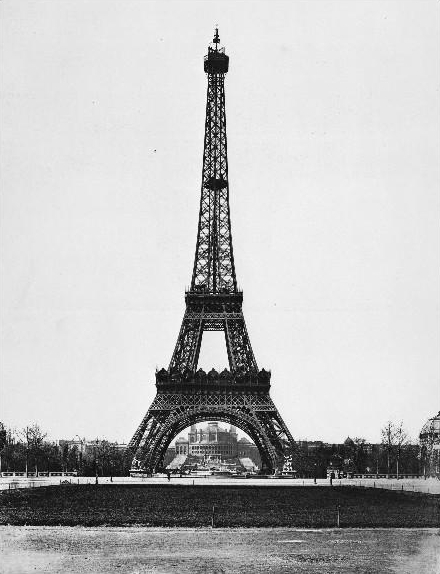
Fin mars 1889 : vue générale de l'ouvrage achevé.

## Historique

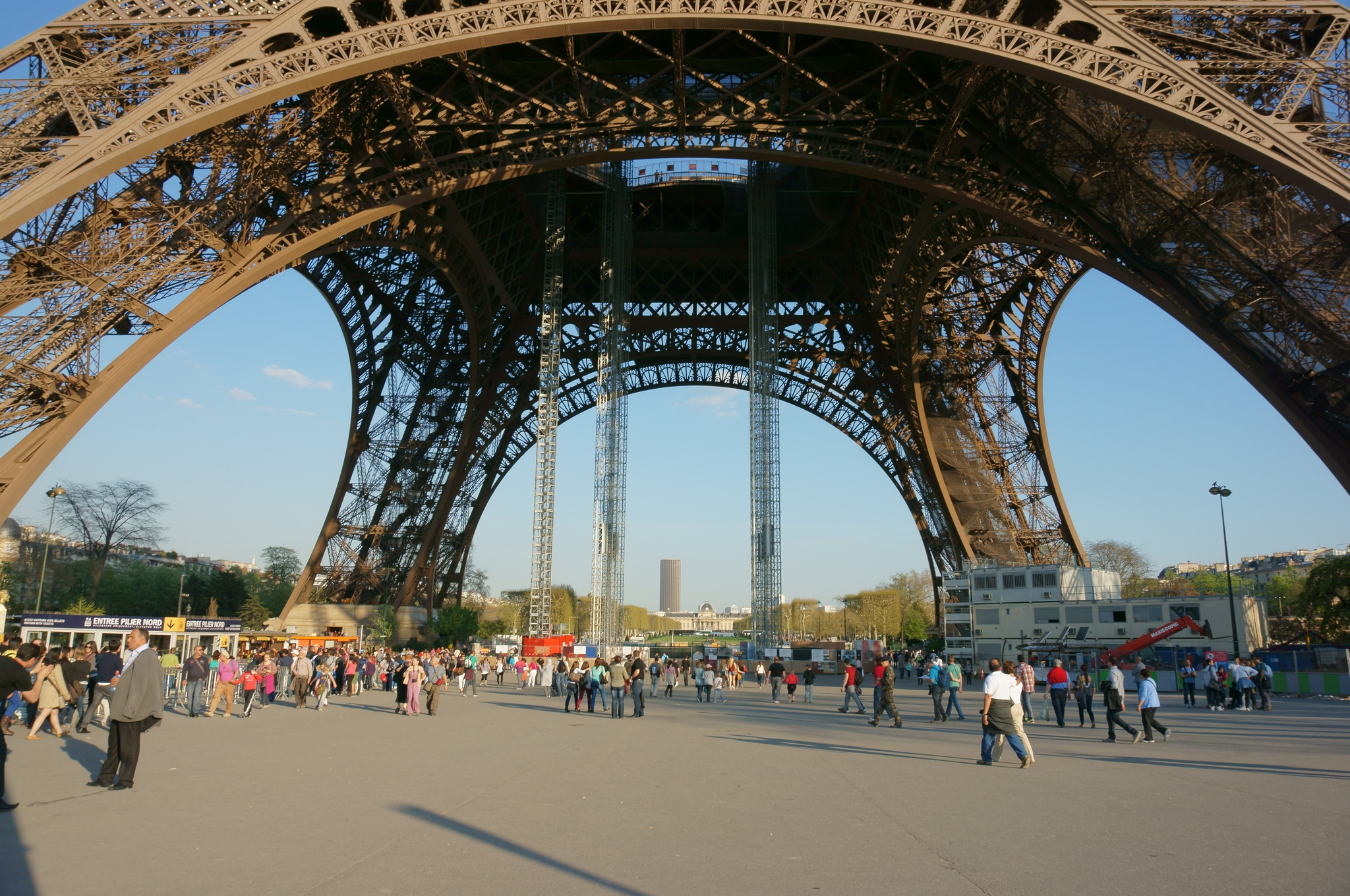

Sur une proposition de Karen Taïeb, alors conseillère de Paris, le Conseil de Paris a voté cette dénomination en juillet 2011 et elle est inaugurée, 10 ans plus tard, le 27 octobre 2021 en présence de la maire du 7e arrondissement, Rachida Dati.